# پورت الیزابت (سنت وینسنت و گرنادین‌ها)
پورت الیزابت (به لاتین: Port Elizabeth) یک منطقهٔ مسکونی در سنت وینسنت و گرنادین‌ها است که در گرنادین‌ها پریش واقع شده‌است.